# Athis (Marna)
Athis – miejscowość i gmina we Francji, w regionie Grand Est, w departamencie Marna.
Według danych na rok 1990 gminę zamieszkiwało 669 osób, a gęstość zaludnienia wynosiła 40 osób/km².